# Кріс Брант
Кріс Брант (англ. Chris Brunt, нар. 14 грудня 1984, Белфаст, Північна Ірландія) — північноірландський футболіст, півзахисник клубу «Вест-Бромвіч Альбіон» та національної збірної Північної Ірландії.

## Клубна кар'єра
Вихованець «Мідлсбро», з яким у 2002 році підписав свій перший професійний контракт, але в основну команду так і не потрапив.
У березні 2004 року Брант на правах короткострокової оренди перебрався в «Шеффілд Венсдей». Незабаром після цього Брант уклав повноцінну дворічну угоду з клубом. У сезоні 2004–2005 «сови», за яких Брант забив п'ять м'ячів, вийшли з Першої ліги у Чемпіоншип. У липні 2005 року Брант продовжив контракт з клубом ще на один рік. У наступному сезоні Брант забив сім м'ячів, ставши найкращим бомбардиром клубу. Протягом сезону 2006/07 кількість появ Бранта у складі клубу перевищила сто матчів, що зробило його найдосвідченішим гравцем клубу в той час.
14 серпня 2007 року керівництво клубу «Вест Бромвіч Альбіон» ухвалило рішення про підписання чотирирічного контракту з Брантом. Угоду було підписано на наступний день, сума контракту склала 3 мільйони фунтів стерлінгів, який також включав надбавку у розмірі 500 тисяч фунтів в залежності від досягнутих результатів.
У складі команди Брант дебютував 1 вересня 2007 року в домашньому матчі проти «Барнслі», вийшовши на заміну у другому таймі матчу, в якому господарі перемогли з рахунком 2-0. Свій перший м'яч Брант забив 22 вересня 2007 року в переможному матчі на виїзді проти «Сканторп Юнайтед».
За підсумками сезону 2007/08 клуб виграв Чемпіоншіп та вийшов у Прем'єр-лігу, в якій Брант дебютував з клубом у наступному сезоні, ставши найкращим бомбардиром команди з 9 голами. Проте ВБА зайняло останнє 20 місце і вилетіло назад до Чемпіоншіпу. Після вильоту Брант утім підписав новий трирічний контракт з ВБА і в сезоні 2009/2010 знову допоміг клубу вийти до елітного англійського дивізіону. У січні 2011 року Брант був призначений новим капітаном, після того як клуб покинув колишній капітан Скотт Карсон. Наразі встиг відіграти за клуб з Вест-Бромвіча 277 матчів в національному чемпіонаті.

## Виступи за збірні
Протягом 2005—2006 років залучався до складу молодіжної збірної Північної Ірландії. На молодіжному рівні зіграв у 2 офіційних матчах, забив 1 гол.
18 серпня 2004 року дебютував в офіційних іграх у складі національної збірної Північної Ірландії в товариській грі проти збірної Швейцарії. Перший м'яч за збірну Брант забив 11 лютого 2009 року в матчі проти збірної Сан-Марино, що завершився перемогою північноірландців. Наразі провів у формі головної команди країни 54 матчі, забивши 1 гол.

## Досягнення
- Найкращий гравець сезону в «Вест Бромвіч Альбіон»: 2008/2009